# عين الكرمة (بنزرت)

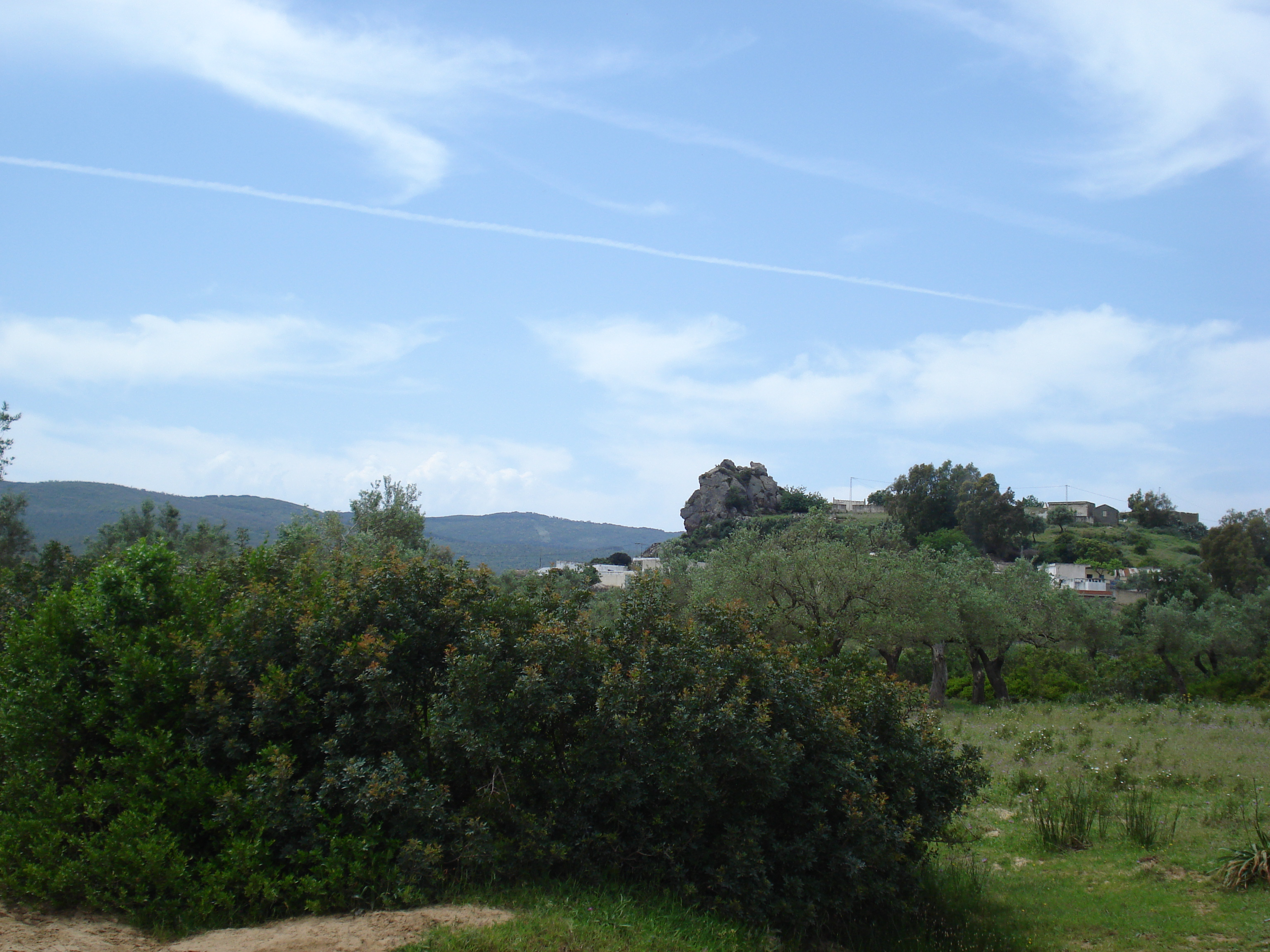
قرية عين الكرمة

عِين الكَرْمَة قرية تقع في معتمدية سجنان بولاية بنزرت بالشمال التونسي، على الطريق الجهوية رقم 58.

### مواضيع ذات علاقة
- معتمدية سجنان.
- ولاية بنزرت.